# Sokol'skoe
Sokol'skoe (in russo Сокольское?) è un insediamento operaio della Russia europea centro-orientale, nell'oblast' di Nižnij Novgorod. È il centro amministrativo del rajon Sokol'skij e del circondario urbano Sokol'skij (городской округ Сокольский).
Si trova nell'estremo nord-ovest della regione, sul fiume Volga, a 104 km (in linea d'aria) da Nižnij Novgorod.